# León Cortés Castro
León Cortés Castro (Alajuela, Costa Rica, 8 de desembre de 1882 - San José, Costa Rica, 3 de març de 1946), va ser un advocat i polític costa-riqueny, President de la República de 1936 a 1940.
Va néixer a Alajuela, el 8 de desembre de 1882. Va ser fill del metge colombià Roberto Cortés i Cortès i Fidelina Castro (Mondragón) Ruiz. Es va casar el 28 de setembre de 1905 a Alajuela amb Julia Fernández Rodríguez, filla de Francisco Fernández Pérez i Luisa Rodríguez Quesada. D'aquest matrimoni van néixer dos fills, Javier i Otto Cortés Fernández.
Va obtenir el títol de mestre normal per suficiència al Liceu de Costa Rica, va ser mestre d'escola i va arribar a ser inspector d'escoles i professor d'Institut d'Educació Secundària. Posteriorment va estudiar Dret i el 1916 es va graduar com Llicenciat en Lleis a l'Escola de Dret de Costa Rica. Castro va pertànyer a la Maçoneria del seu país.